# しれっとすげぇこと言ってるギャル。 ―私立パラの丸高校の日常―
『しれっとすげぇこと言ってるギャル。 ―私立パラの丸高校の日常―』（しれっとすげぇこといってるギャル しりつパラのまるこうこうのにちじょう）は、原作：松浦太一、作画：おつじによる日本の漫画。YouTubeチャンネルの私立パラの丸高校を原作としており、集英社のWEBコミックサイト『となりのヤングジャンプ』にて、2024年10月18日から連載中。略称は「しれギャル」。
誰もが何かしらの能力を持った世界で、ひかる、マサ、みらい、へー子の4人の高校生の日常を描く。私立パラの丸高校を原作としたコミカライズだが、オリジナル性を持った作品にしたいと考えているため、話は毎回新しく書き下ろしている。
本作はオムニバス形式を採っており通常では人気が出にくいとされているが、私立パラの丸高校には明確なキャラクターがいることが杉山が漫画化したいと考えた最大の理由である。そのため、ショートアニメでは描かれない心情や設定の深掘りを積極的に行っている。

## 制作
主にYouTubeで公開される原作とは異なり、漫画という特性を活かして読者の熱量に見合ったストーリー展開や起承転結を意識しており、心温まる展開やカタルシスなどのプラスαを加えている。
漫画の制作では松浦がシナリオを書き、それをおつじに送りネームや完成原稿を作成している。
キャラの描き方についておつじはみらいとへー子を描く時は記号的なギャルのイメージではなく、「みらいとへー子を描こう」と考えながら描いている。また、私立パラの丸高校のメインキャラのほとんどは顔の動きや感情の起伏が激しい訳ではないため、おつじはキャラの感情を想像しながら目と眉の表情を描いている。

## 沿革
2022年6月に『しれっとすげぇこと言ってるギャルの会話【アニメコント】』をYouTubeチャンネルに投稿しこれが大ヒットとなる。この大ヒットにより本作のコミカライズへと繋がっていく。

## 受賞
- 次にくるマンガ大賞2024Webマンガ部門U-NEXT賞受賞[3]
- 2024年のベストマンガ：コメディ受賞[4]
- このマンガ読んだ？2025総合グランプリ受賞[5]

## 書誌情報
- 壱原ちぐさ『しれっとすげぇこと言ってるギャル。 -私立パラの丸高校の日常-』集英社〈ヤングジャンプ コミックス〉、既刊3巻（2025年3月18日現在）
  1. 2024年5月17日発売、ISBN 978-4-08-893225-5
  2. 2024年10月18日発売、ISBN 978-4-08-893498-3
  3. 2025年3月18日発売、ISBN 978-4-08-893603-1